# Сан-Педру (Санту-Антау)
Клубе Дешпортіву Сау Педру Апоштолу або просто Сан-Педру (порт. Clube Desportivo São Pedro Apóstolo) — аматорський кабовердійський футбольний клуб з міста Вале ді Граса, на острові Санту-Антау.

## Історія клубу
Футбольний клуб було засновано 14 серпня 2005 року в місті Вале ді Граса на острові Санту-Антау. Клуб є аматорським, створений для розвитку культури та спорту в місті. У футбольному клубі «Сан-Педру» грають представники різних професій. Команда робить ставку на власних вихованців.
За свою коротку історію «Сан-Педру» не виграв жодного трофея.

## Логотип
Логотип клубу складається зі шита, на середині якого знаходиться коло. Над колом, у верхній частині вказана повна назва клубу, а в нижній частині — острів, де розташована команда. У верхній правій чверті кола у вигляді ікса знаходиться зображення двох дверних ключей, у лівій верхній частині — сонця. В середній частині кола зображені дві гори, на схилі однієї з низ (правий бік) зображений чорно-білий футбольний м'яч. Схили цих гір омивають хвилі океану блакитного кольору. 